# Handbike

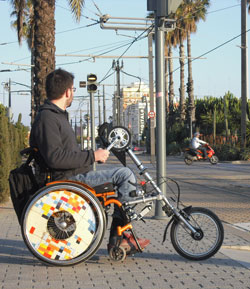
aankoppel-handbike

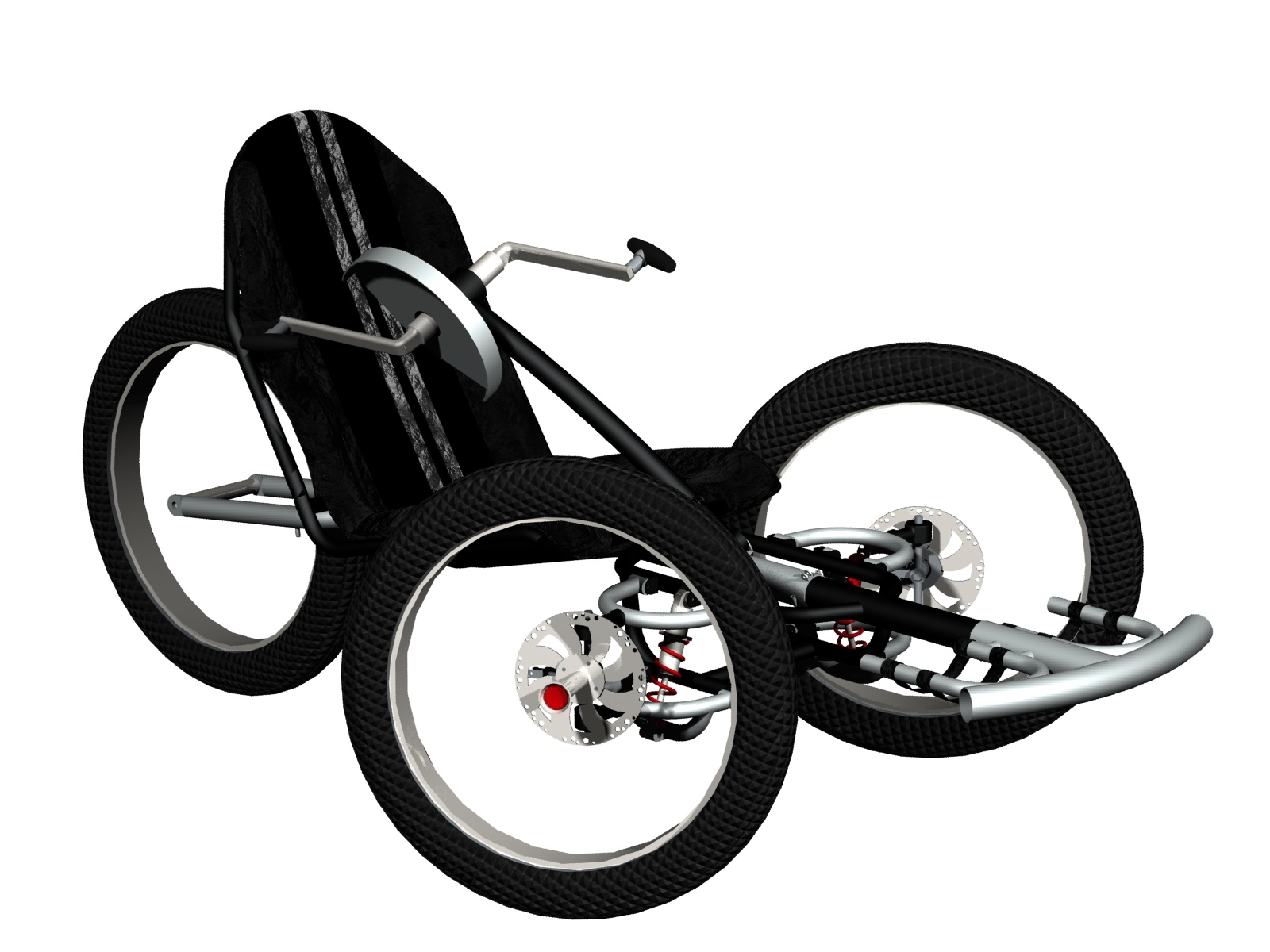
ATB-handbike

Een handbike (of in het Nederlands: handfiets) is een soort fiets die kan worden voortgestuwd door middel van een met de hand aangedreven cranksysteem.

## Handbike
De handfiets werd uitgevonden om mensen met een handicap aan de benen, die daardoor moeilijk of niet kunnen lopen, een grotere actieradius te geven. De voortstuwing is dus mogelijk met eenzelfde systeem als bij een gewone fiets, zij het dat deze met de armen bediend wordt en niet met de benen. De snelheid van deze fietsen is bij een goed passende handbike ongeveer twee keer zo groot als bij een rolstoel. In Nederland, het fietsland bij uitstek, is het gebruik van de handbike voor transport, recreatie of topsport heel populair. Dit is te zien aan het aantal aanbieders, gebruikers, producten, evenementen en clubs rondom de sport die bekendstaat als handbiken.
Er zijn grofweg twee soorten handbikes te onderscheiden: de aankoppel-handbike en de vastframe-handbike. Van beide types bestaan verschillende varianten aangepast op het soort gebruik.

## Aankoppel-handbike
De aankoppel-handbike bestaat uit een voorwiel inclusief aandrijfmechanisme dat aan de rolstoel wordt bevestigd. Dit wordt op zo’n manier gedaan dat de voorwielen van de rolstoel de grond niet meer raken, zodat er een driewieler ontstaat. De aankoppel-handbike is bedoeld voor transport en recreatieve sportactiviteiten zoals toertochten van 25 à 30 km. De nadruk van het ontwerp ligt op de gebruiksvriendelijkheid, en dan vooral op de manier van aankoppelen. Vaak gebeurt het aankoppelen door middel van een pen-in-gatverbinding tussen de benen van de handbiker. Maar er zijn ook aankoppelsystemen waarbij de gebruiker de handbike aan het frame van de rolstoel klikt. Het is niet toegestaan om met een aankoppel-handbike deel te nemen aan de wedstrijdsport.

## Vastframe-handbike
De vastframe-bikes zijn fietsen die niet aan de rolstoel hoeven te worden gekoppeld. Ze hebben een zelfstandig frame met meestal drie wielen. De vastframe-bike wordt gebruikt voor de sportievere activiteiten zoals wegwielrenwedstrijden en de langere toertochten van 30 tot 200 km. Deze handbike heeft door het vaste frame een betere wegligging en rijdt lichter dan een aankoppelhandbike. De zit op een vastframe-handbike kan verschillen, dit kan een gewone zithouding zijn maar ook geknield of liggend zoals op een ligfiets. Daarnaast moet voor de wedstrijden de handbike aan een aantal eisen voldoen, zoals een maximale breedte van 70 cm en lengte van 2,50 m, Verplichte bumper of afstandhouder, tandwielbeschermer van 180 graden en twee werkende remmen.

### Armpower

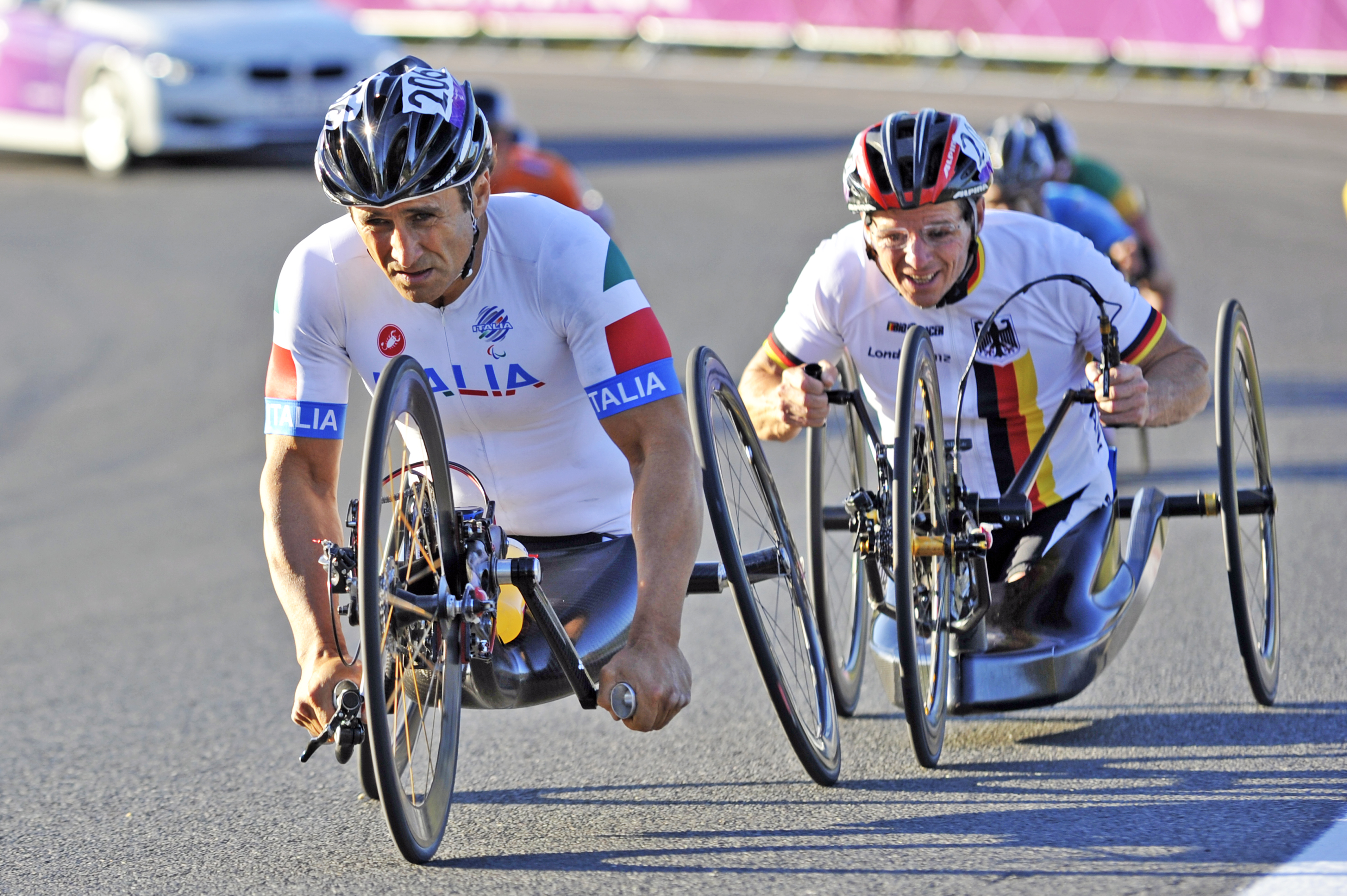
Handbiking is een wedstrijdsport.

De liggende zithouding van de handbikes zorgt ervoor dat  je de handbike vanuit je schoudergordel en armen aandrijft. De zit is achterover en met de benen naar voren. Deze handbikes worden in het wedstrijdcircuit gebruikt door fietsers die zijn geclassificeerd in de klassen H1 tot en met H3.

### Arm-trunkpower
De knie-zithouding van arm-Trunkpowerhandbikes zorgt ervoor dat de handbike vanuit de romp, schoudergordel en armen wordt aangedreven. De zit is voorover, op de knieën. Met deze zithouding kun je hele romp gebruiken voor de aandrijving. Deze handbikes worden in het wedstrijdcircuit gebruikt door fietsers die zijn geclassificeerd in de H4-klasse.

## ATB-handbike
De ATB-handbike ook wel mountain(hand)bike en off-roadhandbike genoemd is geschikt voor het berijden van ongelijke ruwe onverharde paden. De ATB-handbike is meestal een vastframe-handbike en heeft dikke banden met veel profiel.

## Elektrische handbike
De elektrische handbike wordt door een elektromotor aangedreven, soms als trapondersteuning en soms als een soort van brommer.
Meestal is de elektrische handbike een aankoppel-handbike. De elektrische handbike kan ongeveer tussen de 6 en 20 km/h rijden.

## Regels
Een handbike is een fiets, een handbiker moet zich dus ook houden aan de voor fietsers geldende verkeersregels. Voor de Nederlandse wet is een handbike een voertuig zonder motor. In de wetboek definitie staat een uitzondering voor een rolstoel, maar handbike wordt hier niet genoemd, dus op de weg is een handbike een fiets. De handbike moet dus een voorlicht en achterlicht hebben. Deze lichten moeten de breedte van het voertuig aangeven. Ook dient een handbiker net als een gewone deelnemer aan het verkeer bij het afslaan een teken te geven.
Een vastframe-handbike valt qua vergoedingen onder de sportrolstoelen omdat dit soort handbikes vooral voor sportdoeleinden gebruikt worden.